# A Killer Among Us
A Killer Among Us je EP švédské kapely The Hives, které nahráli společně s další kapelou The Pricks. Deska vyšla v roce 1998 u vydavatelství Hard-On.

## Seznam písní
1. "03:30 Punkrock City Morning" The Hives
2. "Gninrom Ytic Kcorknup" The Hives
3. "Numbers" The Hives
4. "Butthole City" The Pricks
5. "Beaty Expert" The Pricks
6. "I Don't Need Your School" The Pricks